# Felisha Terrell
Felisha Terrell (* 16. März 1979 in Illinois) ist eine US-amerikanische Schauspielerin.

## Leben und Karriere
Felisha Terrell wuchs in Chicago auf. Nachdem sie das College besucht hatte, arbeitete sie in einem Pharmaunternehmen. Privat war sie eine Zeit lang mit dem American-Football-Spieler Terrell Owens liiert.
Ihre erste Rolle hatte Felisha Terrell 2008 im Film Get Smart. Im selben Jahr folgte ein Auftritt in Entourage. Im Jahr 2009 war sie für 46 Folgen in der Seifenoper Zeit der Sehnsucht zu sehen. 2010 hatte sie eine kleinere Rolle im Film The Social Network inne. Des Weiteren war Terrell 2013 in der ersten Hälfte der dritten Staffel der MTV-Serie Teen Wolf als Alpha-Werwölfin Kali neben Tyler Posey zu sehen.

## Filmografie (Auswahl)
- 2008: Get Smart
- 2008: Entourage (Fernsehserie, Folge 5x01)
- 2009: Zeit der Sehnsucht (Days of Our Lives, 46 Folgen)
- 2010: The Social Network
- 2013: CSI: Vegas (CSI: Crime Scene Investigation, Fernsehserie, Folge 13x11)
- 2013: Teen Wolf (Fernsehserie, 9 Folgen)
- 2014: Marvel’s Agents of S.H.I.E.L.D. (Fernsehserie, Folge 1x11)
- 2014: Navy CIS: New Orleans (NCIS: New Orleans, Fernsehserie, 2 Folgen)
- 2017: Lucifer (Fernsehserie, Folge 2x14)
- 2017–2018: Das geheimnisvolle Kochbuch (Just Add Magic, Fernsehserie, 5 Folgen)
- 2018: Shooter (Fernsehserie, 7 Folgen)
- 2018: Supernatural (Fernsehserie, Folge 14x09)
- 2019: Ambitions (Fernsehserie, 5 Folgen)
- 2019: Tell Me a Story (Fernsehserie, 7 Folgen)
- 2020: Utopia (Fernsehserie, 3 Folgen)
- 2021–2022: Queens (Fernsehserie, 7 Folgen)
- seit 2021: BMF (Black Mafia Family, Fernsehserie)
- 2022: Der Denver-Clan (Dynasty, Fernsehserie, 10 Folgen)
- 2023: The Company You Keep (Fernsehserie)